# محاصره میکی

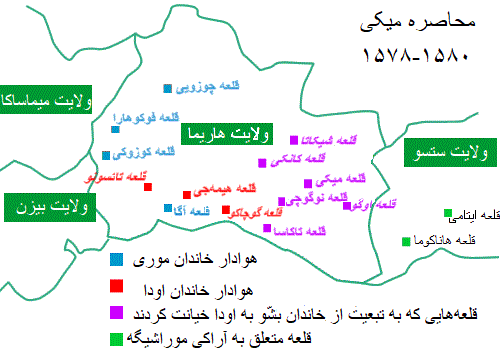

محاصره میکی (به ژاپنی: 三木合戦 Siege of Miki)، از ۱۵۷۸ تا ۱۵۸۰ به طول انجامید. در این محاصره تویوتومی هیده‌یوشی، قلعه میکی در ولایت هاریما، در حال حاضر میکی، هیوگو، در استان هیوگو در ژاپن، علیه بشّو ناگاهارو، یکی از متحدان خاندان موری انجام شد.

## وضعیت درولایت هاریما
شوگو (فرماندار) اصلی ولایت هاریما خاندان آکاماتسو بود، و خاندان بشّو و خاندان کودرا به عنوان شوگودای (معاون فرماندار) در این ولایت بودند.
خاندان  آکاماتسو یکی از قدرتمندترین شوگوهای شوگون سالاری قبلی بودند. با این حال، در این زمان قدرت آنها به شدت کاهش یافته بود و تنها رهبران اسمی که در کنار هم بودند، ائتلافی از خاندان‌های در حال فروپاشی در هاریما را تشکیل می‌دادند.
در حمله هیده‌یوشی به منطقه چوگوکو، به اصطلاح «حمله چوگوکو»، اودا نوبوناگا به تویوتومی هیده‌یوشی دستور داد تا خاندان موری را که بر منطقه چوگوکو حکومت می‌کردند، از قدرت بیاندازد و منطقه را فتح کند، در حالی که اودا نوبوناگا درگیر نبرد علیه معبد هونگانجی بود. با پیشرفت تهاجم به خاندان موری، هیده‌یوشی در سال ۱۵۷۷ وارد هاریما شد (سال پنجم تنشو) و قلعه‌های اطراف را یکی پس از دیگری تصرف کرد و در مدت کوتاهی کنترل هاریما را به دست گرفت. هنگامی که تویوتومی هیده‌یوشی به دستور اودا نوبوناگا در اواخر سال ۱۵۷۶ وارد ولایت هاریما شد، رهبر خاندان آکاماتسو آکاماتسو نوریفوسا تصمیم گرفت به سادگی تسلیم اودا شود. به زودی خاندان بشّو و خاندان کودرا نیز تسلیم شدند. با این حال، در سال ۱۵۷۸ (سال ششم تنشو)، بشو ناگاهارو، که مسئول فرماندهان نظامی در هاریما بود، جهت وفاداری خود را عوض کرد و به طرف موری متمایل شد. هیده‌یوشی مجبور شد قلعه میکی را که ناگاهارو در آن زندگی می‌کرد تصرف کند و نبرد قلعه میکی آغاز شد.

## قیام خاندان بشّو
هیده‌یوشی که ظاهراً تمام هاریما را بدون خونریزی تصرف کرده بود، پایگاه عملیات خود را به هیمه‌جی، هیوگو، قلعه مسکونی سابق آکاماتسو، منتقل کرد و شروع به آماده شدن برای رویارویی با خاندان موری کرد.
با این حال، در طول این مدت، عموی بشو ناگاهارو، بشو یوشیچیکا، گزارش شد که به دلیل اینکه مجبور شده بود به هیده‌یوشی، که یک شخص از خانواده کشاورز عادی به دنیا آمده بود، تسلیم شود، احساس توهین کرده بود. او موفق شد برادرزاده خود را متقاعد به شورش کند و همچنین یک اتحاد مخفی با خاندان موری ایجاد کرد. به زودی، پس از شورش او، خاندان کودرا به آن پیوست. هنگامی که اولین گلوله شلیک شد، هیده‌یوشی ناگهان در موقعیت خطرناکی قرار گرفت و بین خاندان قدرتمند موری در جلو و خاندان‌های شورشی طرفدار او گیر افتاد. بعدها، هیده‌یوشی تصمیم گرفت قلعه میکی را محاصره کند، به این امید که منبع شورش را از بین ببرد.

## محاصره
در سال ۱۵۷۸، نیروهای هیده یوشی به تدریج قلعه‌های دورافتاده خاندان بشو را تصرف کردند و در نهایت آنها را در قلعه میکی محاصره کردند.
با این حال، بشو برای مدتی فوق‌العاده طولانی، در ابتدا به دلیل ذخیرهٔ زیاد مواد غذایی، و سپس مأموریت‌های مخفیانه تأمین مجدد توسط سپاه دریایی خاندان موری، مقاومت کرد، اگرچه این ماموریت‌ها مدت‌ها قبل از محاصره پایان یافت. آنها در چند نوبت اقدام به شکستن محاصره کردند. در یکی از این حملات به نیروهای بسیار بزرگتر اودا، بشو هاروسادا، برادر کوچکتر ناگاهارو، کشته شد.
پس از گذشت نزدیک به سه سال از آغاز شورش، قلعه میکی سرانجام تسلیم شد. بشو ناگاهارو مرتکب هاراکیری شد و عمویش بشو یوشیچیکا، محرک این شورش، توسط سربازان خود کشته شد.
در همین حین، آراکی موراشیگه ناگهان جبهه نبرد را ترک کرد و به پایگاه خود در قلعه آریئوکا (همچنین به نام قلعه ایتامی) بازگشت. این یک شورش علیه اودا نوبوناگا بود. دلیل شورش او ممکن است ناشی از نگرش شدید نوبوناگا نسبت به زیردستانش باشد. بعداً نوبوناگا محاصره ایتامی (۱۵۷۹) را علیه موراشیگه انجام داد.